# Ptolemy Reid
Ptolemy Reid (ur. 8 maja 1912 w Dartmouth w Gujanie Brytyjskiej, zm. 2 września 2003 w Georgetown) – gujański polityk, premier Gujany (1980-1984).
Studiował weterynarię w Tuskegee Institute, później pracował w zawodzie. Był deputowanym do gujańskiego Kongresu, w 1967 pełnił urząd ministra handlu, 1967-1970 ministra finansów, 1970-1972 ministra rolnictwa, a 1972-1974 ministra rolnictwa i rozwoju narodowego. Od 6 października 1980 do 16 sierpnia 1984 był premierem Gujany.